# Acanthoecida
Acanthoecida, red praživotinja, dio razreda Choanoflagellatea. Postoji 65 vrsta unutar dvije porodice. Red je opisan 1997.

## Porodice
1. Acanthoecidae R.E.Norris
2. Stephanoecidae